# Charme superficiel
Le charme superficiel (ou charme non sincère)
est la tendance à être doux, attachant, charmant, le tout avec une aisance verbale. L'expression apparaît souvent dans la liste des attributs de personnalités psychopathes, tels que The Mask of Sanity de Hervey Cleckley, et Hare Psychopathy Checklist de Robert D. Hare. Les expressions associées sont charme offensif (en), retournement de charme et sourire superficiel.

## Historique
La rhétorique classique comprenait la catégorie du charmeur superficiel dont le mérite était purement verbal, sans substance sous-jacente. Au XIXe siècle, George Eliot a exploré le côté sombre de l'idéal féminin victorien, concluant qu'il y avait, derrière le charme artificiel de la féminité, un esprit très étroit qui s'y cachait.

## Charme psychopathique
L'intérêt contemporain pour le charme superficiel remonte à l'étude classique de Hervey M. Cleckley (1941) du sociopathe : depuis son travail, il a été largement admis que le sociopathe / psychopathe était caractérisé par un charme superficiel et par un mépris des sentiments des autres. Selon Hare : « Psychopathic charm is not in the least shy, self-conscious, or afraid to say anything. »
Des études ultérieures ont précisé, mais peut-être pas fondamentalement modifié, l'évaluation initiale de Cleckley. Lors de l'examen du diagnostic, le mélange de l'intelligence et du charme superficiel a été redéfini pour refléter une attitude plus déviante, bavarde, lisse, et non sincère. Une distinction peut aussi être faite avec le charme du sociopathe, et une spontanéité plus exaltante qui donne au sociopathe une sorte de magnétisme animal.

### Sur le lieu de travail
Robert Hare, auteur du livre Snakes in Suits: When Psychopaths Go to Work, présente un modèle en cinq phases sur la façon dont un psychopathe monte dans les échelons et maintient le pouvoir. Dans la première phase (l'entrée), le psychopathe va utiliser les compétences sociales hautement développées et le charme pour obtenir un emploi. Les psychopathes au sein des entreprises peuvent être distingués par leur promotion rapide en raison de leur politesse, leur charme et leur prises de décision froidement.

## Narcissisme
Le terme se produit également dans la discussion de Hotchkiss à propos des narcissiques : « leur charme superficiel peut être enchanteur ». Cependant, il n'y a pas de substance derrière leurs gestes romantiques, qui ne servent qu'à nourrir l'égo du narcissique.
Les narcissiques sont connus comme étant des manipulateurs, piégeant leurs victimes par le biais d'une façade de compréhension en suspendant leur comportement d'auto-protection et en abaissant leurs limites personnelles. Étroitement lié à la façon dont les imposteurs sont capables de charmer les gens autour d'eux, afin de satisfaire leurs besoins narcissiques, sans échanges affectifs réels.

## Caméléons sociaux
Les caméléon sociaux ont été décrits comme ayant une intelligence sociale relativement bonne, capables de donner une bonne impression, mais au prix de leurs propres réelles motivations. Leur capacité à générer de bonnes impressions les conduit à des succès dans des domaines tels que le théâtre, la vente ou la politique et la diplomatie. Mais quand manque le sens de leurs propres besoins, ces extravertis superficiels peuvent finir (malgré leur charme) comme des caméléons déracinés, en prenant sans cesse leurs repères sociaux sur d'autres personnes.
De façon similaire, chez les personnalités histrioniques, la recherche d'attention à travers le charme superficiel renforce le clivage du Moi du vrai self dans un cercle vicieux.

## Résultats positifs
Les personnes ayant un charme superficiel dans leurs manifestations les plus bénignes, peuvent produire une variété de résultats positifs ; leurs compétences conversationnelles proposent des spectacles inspirants grâce à leur capacité à plaire.

## Charme offensif
Le « charme offensif » est un concept qui signifie une campagne de publicité, généralement faite par des politiciens, qui tente d'attirer des partisans en soulignant leur charisme ou leur confiance. La première utilisation de l'expression apparait dans le journal californien The Fresno Bee Republican en octobre 1956.

## Littératures analogues
F. Scott Fitzgerald a exploré les conséquences destructrices de l'excès de charme dans des histoires comme Magnetism, en conservant le charme, pour ceux qui l'avaient, et en exigeant une utilisation constante pour le maintenir en parfait état.

## Critiques
Les critiques pointent le fait qu'il y a peu de critères objectifs pour distinguer le charme superficiel du charme authentique ; et que dans le cadre des subtilités de la politesse, nous employons régulièrement le charme superficiel: en transmettant une solidarité superficielle et une bienveillance fictive à toutes les interactions sociales.

## Lectures supplémentaires
- Fritz Wittles, « The Criminal Psychopath in the Psychoanalytic System », Psychoanalytic Review, vol. 24, no C,‎ 1937, p. 276–291
- (en) Mark Snyder, « Impression Management », dans Lawrence S. Wrightman & Kay Deaux, Social Psychology in the 80s, Monterey, Brooks/Cole, 1981, 3rd éd. (ISBN 0-8185-0415-3)